# Bumi Sriwijayastadion
Het Bumi Sriwijayastadion is een multifunctioneel stadion in Palembang, een stad in Indonesië. 
Het stadion wordt vooral gebruikt voor voetbalwedstrijden, de voetbalclub PS Palembang maakt gebruik van dit stadion. In het stadion is plaats voor 20.000 toeschouwers. In 2018 werd van dit stadion gebruik gemaakt voor zes voetbalwedstrijden op de het vrouwenvoetbaltoernooi op de Aziatische Spelen 2018. 